# Signalpistol
Signalpistol är en grovkalibrig pistol med vilken vita eller färgade signalskott, lyskulor, kan avskjutas. Signalpistoler saknar säkringsanordning. Vapnen får därför inte laddas förrän omedelbart före skjutning.
Signalpistoler fick sitt genombrott under första världskriget, då de användes för att ge tillfällig belysning för att kunna beskjuta anfallande soldater.
Ett exempel på en signalpistol är Signalpistol 50 som används inom försvarsmakten